# Jörg Albertz
Jörg Albertz (Mönchengladbach, 29 gennaio 1971) è un ex calciatore tedesco di ruolo centrocampista.

## Carriera

### Club
Trascorsa la trafila del settore giovanile in due squadre della città natale, PSV Mönchengladbach e Borussia Mönchengladbach, Albertz firma il suo primo contratto professionistico nel 1990 con il Fortuna Düsseldorf, all'epoca militante in Bundesliga.
Debutta l'8 settembre 1990 nella gara valida per la quinta giornata della Bundesliga 1990-1991, sul campo dell'Hertha Berlino, rilevando nel secondo tempo Martin Spanring e mettendo a segno dopo soli 18 minuti dal proprio ingresso l'unico gol della partita. Rimarrà al Fortuna per tre stagioni: le prime due nella massima serie, l'ultima in Zweite Liga, totalizzando 58 partite e 4 reti.
Dopo la retrocessione del Fortuna in Regionalliga, si trasferisce nel 1993 all'Amburgo, dove diventa in breve tempo un punto di riferimento, guadagnandosi i gradi di capitano. Anche nel club anseatico il debutto è accompagnato dalla realizzazione di un gol: nella prima gara di campionato il 6 agosto 1993 segna il gol del 3-2 nella gara casalinga contro il Norimberga; l'incontro si concluderà con un rotondo 5-2. Così come la sua prima esperienza, anche la seconda si conclude dopo 3 anni. Sulle rive dell'Elba, Albertz colleziona 99 partite di campionato e 22 gol.
Nell'estate del 1996 passa per 4 milioni di sterline al glorioso club scozzese dei Rangers, dove rimarrà per 5 stagioni. In terra britannica conquista tre titoli nazionali, due Coppe di Scozia e due Coppe di Lega.
Nel 2001 ritorna in Germania, nuovamente ingaggiato dall'Amburgo. Il costo del trasferimento è quantificato in 3 milioni di sterline. Nella nuova esperienza anseatica Albertz non raggiunge i livelli di prestazione precedenti e nel mese di febbraio 2003 passa al club cinese dello Shanghai Shenhua. In Cina ritrova la migliore condizione: contribuisce alla vittoria del campionato e riceve il premio di giocatore dell'anno 2003.
Alla fine del 2004, Albertz conclude la sua avventura asiatica e torna in Germania, vestendo per metà stagione la maglia del Greuther Fürth, militante in Zweite Liga.
Vari infortuni costringono il calciatore a interrompere il rapporto con i bavaresi a fine stagione. Albertz fa così ritorno al club dei suoi esordi professionistici, il Fortuna Düsseldorf, in Regionalliga. Dopo due stagioni, 51 partite e 7 gol, chiude temporaneamente la carriera.
L'11 marzo 2008, annuncia il suo rientro alle competizioni, dichiarando di voler accettare la richiesta del club di First Division scozzese del Clyde. Debutta il 15 marzo contro lo Stirling Albion; in questa gara, conclusasi 1-1, segna il gol del provvisorio vantaggio. Con il suo apporto, il Clyde ottiene la permanenza in First Division tramite playoff. Al termine della stagione si ritira definitivamente.

### Nazionale
Albertz ha collezionato 3 spezzoni di partita con la nazionale tedesca tra il 1996 ed il 1998. Tutti gli incontri disputati avevano carattere amichevole.

## Statistiche

### Cronologia presenze e reti in nazionale
| Cronologia completa delle presenze e delle reti in nazionale ― Germania | Cronologia completa delle presenze e delle reti in nazionale ― Germania | Cronologia completa delle presenze e delle reti in nazionale ― Germania | Cronologia completa delle presenze e delle reti in nazionale ― Germania | Cronologia completa delle presenze e delle reti in nazionale ― Germania | Cronologia completa delle presenze e delle reti in nazionale ― Germania | Cronologia completa delle presenze e delle reti in nazionale ― Germania | Cronologia completa delle presenze e delle reti in nazionale ― Germania |
| Data                                                                    | Città                                                                   | In casa                                                                 | Risultato                                                               | Ospiti                                                                  | Competizione                                                            | Reti                                                                    | Note                                                                    |
| ----------------------------------------------------------------------- | ----------------------------------------------------------------------- | ----------------------------------------------------------------------- | ----------------------------------------------------------------------- | ----------------------------------------------------------------------- | ----------------------------------------------------------------------- | ----------------------------------------------------------------------- | ----------------------------------------------------------------------- |
| 21-2-1996                                                               | Porto                                                                   | Portogallo                                                              | 1 – 2                                                                   | Germania                                                                | Amichevole                                                              | -                                                                       | 46’                                                                     |
| 27-3-1996                                                               | Monaco di Baviera                                                       | Germania                                                                | 2 – 0                                                                   | Danimarca                                                               | Amichevole                                                              | -                                                                       | 85’                                                                     |
| 5-9-1998                                                                | Ta' Qali                                                                | Germania                                                                | 1 – 1                                                                   | Romania                                                                 | Amichevole                                                              | -                                                                       | 46’                                                                     |
| Totale                                                                  |                                                                         | Presenze                                                                | 3                                                                       |                                                                         | Reti                                                                    | 0                                                                       |                                                                         |

## Palmarès

### Club
- Campionato scozzese: 3

Rangers: 1996-1997, 1998-1999, 1999-2000
- Coppa di Scozia: 2

Rangers: 1998-1999, 1999-2000
- Scottish League Cup: 2

Rangers: 1996-1997, 1998-1999
- Campionato cinese: 1

Shanghai Shenhua: 2003

### Individuale
- Calciatore cinese dell'anno: 1

2003